# Мохаммед Тімумі
Мохаммед Тімумі (араб. محمد التيمومي, нар. 15 січня 1960, Рабат) — марокканський футболіст, що грав на позиції нападника. Футболіст року в Африці (1985). У 2006 році він був обраний КАФ одним із найкращих 200 африканських футболістів за останні 50 років.
Виступав, зокрема, за збірну Марокко, з якою став учасником чемпіонату світу 1986 року в Мексиці і півфіналістом Кубка африканських націй 1988 року. Він також представляв Марокко на літніх Олімпійських іграх 1984 року у Лос-Анджелесі.

## Клубна кар'єра
У дорослому футболі дебютував 1978 року виступами за команду «Уніон Туарга Спорт», в якій провів чотири сезони. У 1982 році був запрошений в один з найсильніших клубів країни — столичний ФАР (Рабат), в складі якого виграв національний чемпіонат 1983/84 і тричі поспіль Кубок Марокко. У 1985 році Тімумі зіграв визначальну роль в найбільш значущому успіху на міжнародній арені в історії команди, яка перемогла в Кубку африканських чемпіонів. У тому ж році був визнаний найкращим футболістом Африки.
Після вдалого для себе чемпіонату світу 1986 року Мохамед перейшов в іспанський «Реал Мурсія», за який провів протягом сезону 29 матчів у Прімері і забив 2 м'ячі, після чого перейшов до бельгійського «Локерена», в складі якого виступав два наступні сезони, провівши за бельгійську команду 31 матч і забивши 5 м'ячів у вищому дивізіоні країни.
У 1989 році Тімумі повернувся на батьківщину в «Олімпік» (Хурібга), де провів сезон 1989/90. Своєю грою за останню команду привернув увагу представників тренерського штабу оманського клубу «Ас-Сувайк», до складу якого приєднався 1990 року. Відіграв за нову команду наступні три сезони своєї ігрової кар'єри.
Протягом сезону 1993/94 років захищав кольори клубу «Олімпік» (Касабланка), вигравши чемпіонат Марокко, а завершив ігрову кар'єру у команді ФАР (Рабат) у 1995 році.

## Виступи за збірні
21 вересня 1979 року дебютував в офіційних матчах у складі національної збірної Марокко в грі Середземноморських ігор проти Греції (1:1). Всього на тому турнірі Мохаммед зіграв у всіх трьох іграх, але його команда не вийшла з групи. А вже наступного року Тімумі поїхав з командою на Кубок африканських націй 1980 року в Нігерії, де зіграв у 4 іграх, в тому числі і у переможному матчі за 3-тє місце, здобувши бронзові нагороди континентальної першості.
Згодом Тімумі був учасником футбольного турніру на Олімпійських іграх 1984 року у Лос-Анджелесі, де зіграв у всіх трьох іграх, а збірна не змогла подолати груповий етап.
1986 року Тімумі провів один з найкращих сезонів у збірній. Спочатку навесні його команда зіграла на Кубку африканських націй в Єгипті, посівши 4-те місце, а влітку поїхала і на чемпіонат світу у Мексиці, де марокканці створили сенсацію: посіли перше місце в складній групі зі збірними Польщі, Англії та Португалії, і стали першою африканською збірною, яка вийшла в другий етап «мундіалю». В 1/8 фіналу «атлаські леви» у впертій боротьбі поступилися майбутнім віце-чемпіонам збірній ФРН, пропустивши під кінець матчу, але залишили дуже яскраве враження від свого виступу на турнірі, в якому Тімумі відіграв всі 4 матчі.
Пізніше у складі збірної Тімумі був учасником домашнього Кубка африканських націй 1988 року у Марокко, де знову був основним гравцем і посів з командою 4 місце.
Загалом протягом кар'єри у національній команді, яка тривала 12 років, провів у її формі 67 матчів, забивши 10 голів.

## Титули і досягнення

### Командні
- Чемпіон Марокко (2):

ФАР (Рабат): 1984
«Олімпік» (Касабланка): 1994
- Володар Кубка Марокко (3):

ФАР (Рабат): 1984, 1985, 1986
- Переможець Ліги чемпіонів КАФ (1):

ФАР (Рабат): 1985
- Бронзовий призер Кубка африканських націй: 1980
- Переможець Середземноморських ігор: 1983

### Особисті
- Футболіст року в Африці: 1985